# Dr. Chandra
Doktor Sivasubramanian Chandrasegarampilliai, kallad Chandra, är en fiktiv professor i Arthur C. Clarkes science fiction-serie Rymdodyssén. Han är huvudperson i den andra boken 2010 – Andra rymdodyssén, men omnämns i de tre andra böckerna.
Dr Chandra är doktor och lärare i datavetenskap vid University of Illinois i Urbana. Han är djupt troende hindu från Indien. Han har konstruerat datorn HAL 9000. Han har mycket litet till övers för människor och är inte social av sig. Däremot hyser han de starkaste faderskapskänslor för sin skapelse HAL 9000.
Enligt den tredje boken, 2061 – Tredje rymdodyssén, avlider Chandra på resan tillbaka till jorden. Det finns ingen medicinsk förklaring till detta; han verkade helt enkelt ha förlorat sin vilja att leva. Walter Curnow spekulerade i att han inte orkade leva utan HAL, men om detta är sant eller inte får man aldrig veta. Chandras kropp skjuts ut från rymdskeppet Alexei Leonov någonstans nära Mars och hamnar slutligen i solens inferno.
I filmen 2010 från 1984 spelas Chandra av Bob Balaban.